# Xoraxanes
Les Xoraxanes (natio-/religiononyme ; Xoraxaj : « Turcs (peuple) », « Musulman  ») sont des Roms convertis à l'Islam sous les empires seldjoukide et ottoman. 

## Description
Ce sont des Roms de confession islamique des Balkans, de Turquie, de Chypre du Nord, de Crimée, d'Italie, d'où certains sont également allés en Amérique du Nord et du Sud, ainsi que du début du XXe siècle en Europe occidentale (Allemagne et Autriche au fil des travailleurs invités) et pendant la guerre de Yougoslavie dans les années 1990 en Italie. Le mariage (bijav) et la circoncision (Bijav sunet) pour les garçons roms musulmans sont célébrés en grande pompe.
Il existe plusieurs groupes nommés d'après leurs anciens titres de poste, comme les Sepetçis, Ayjides, Dzambazi et bien d'autres noms. 